# بنو عدي
بنو عدي هم بطن من بطون قريش وكانت فيهم السفارة.

## نسبهم
- هم : بنو عدي بن كعب بن لؤي بن غالب بن فهر بن مالك بن النضر بن كنانة بن خزيمة بن مدركة بن إلياس بن مضر بن نزار بن معد بن عدنان.[1]

## أعلام من بني عدي
- الخليفة عمر بن الخطاب العدوي القرشي، وأولاده:
  - أم المؤمنين حفصة بنت عمر بن الخطاب العدوية القرشية.
  - عبيد الله بن عمر بن الخطاب العدوي.
  - عاصم بن عمر بن الخطاب العدوي.
  - زيد بن عمر بن الخطاب العدوي.
  - عبد الله بن عمر بن الخطاب العدوي، وابنه:
    - سالم بن عبد الله بن عمر بن الخطاب العدوي.
- فاطمة بنت الخطاب العدوية.
- الموحد قبيل الإسلام زيد بن عمرو بن نفيل العدوي، وأولاده:
  - الصحابي سعيد بن زيد بن عمرو بن نفيل العدوي.
  - عاتكة بنت زيد العدوية.
- الصحابي زيد بن الخطاب العدوي. أخو عمر بن الخطاب.
- الصحابية الشفاء بنت عبد الله العدوية.
- الصحابي عدي بن نضلة العدوي، وابنه:
  - الصحابي النعمان بن عدي العدوي.
- الصحابي خارجة بن حذافة العدوي.
- نفيل بن عبد العزى أحد حكماء العرب في الجاهلية (جد عمر بن الخطاب).
- الصحابي سواد بن غزية.

## طالع كذلك
- قريش
- قبائل عربية